# إيفان بارا
إيفان بارا (بالإسبانية: Iván Parra) ولد بتاريخ 14 أكتوبر 1975 في كولومبيا، هو دراج كولومبي في صنف سباق الدراجات على الطريق.

## سجل النتائج

### سباقات أو مراحل فاز بها
- طواف إيطاليا

## وصلات خارجية
- الموقع%20الرسمي

## روابط خارجية
- إيفان بارا على موقع الاتحاد الدولي للدراجات (الإنجليزية)
- إيفان بارا على موقع أرشيف الدراجات (الإنجليزية)
- إيفان بارا على موقع إحصائيات الدراجات الإحترافية (الإنجليزية)
- إيفان بارا على موقع نسبة الدراجات (الإنجليزية)
- إيفان بارا على موقع CycleBase (الإنجليزية)